# 조합 논리
디지털 회로 이론에서 조합 논리(combinational logic), 시간 독립 논리(time-independent logic)는 현재 입력에 따라 출력이 항상 똑같이 결정되는 논리회로를 말한다. 현재 입력 뿐만 아니라 이전 입력의 영향 또한 함께 받는 순차 논리와는 구별된다. 현재 입력만으로 출력이 결정되기 때문에 조합 논리에는 기억 장치가 쓰이지 않는다.
조합 논리는 컴퓨터 회로에서 쓰일 때 불 대수로 입력 신호나 저장된 데이터를 받게 된다. 실제 컴퓨터 회로에서는 일반적으로 조합 논리와 순차 논리가 함께 쓰인다. 예를 들어 산술 논리 연산 장치(ALU)의 경우 수학적인 계산은 조합 논리로 구성하고 처리 순서를 조절하는 데는 순차 논리를 쓰는 식이다.

## 표현
| A | B | C | 결과 | 동치                                             |
| - | - | - | ---- | ------------------------------------------------ |
| F | F | F | F    | {\displaystyle \neg A\wedge \neg B\wedge \neg C} |
| F | F | T | F    | {\displaystyle \neg A\wedge \neg B\wedge C}      |
| F | T | F | F    | {\displaystyle \neg A\wedge B\wedge \neg C}      |
| F | T | T | F    | {\displaystyle \neg A\wedge B\wedge C}           |
| T | F | F | T    | {\displaystyle A\wedge \neg B\wedge \neg C}      |
| T | F | T | F    | {\displaystyle A\wedge \neg B\wedge C}           |
| T | T | F | F    | {\displaystyle A\wedge B\wedge \neg C}           |
| T | T | T | T    | {\displaystyle A\wedge B\wedge C}                |

## 같이 보기
- 순차 논리
- 비동기 회로
- FPGA
- 형식 검증
- 프로그래머블 로직 컨트롤러
- 래더 로직